# 프랭크 시나트라
프랜시스 앨버트 "프랭크" 시나트라(영어: Francis Albert "Frank" Sinatra, 1915년 12월 12일 ~ 1998년 5월 14일)는 미국의 가수, 배우이다. 프랭크 시나트라는 라이브 가수이자 음반 아티스트로서, 라디오와 영화와 텔레비전 모두에서, 사실상 20세기의 모든 연예 매체에서 중요한 인물이다. 프랭크 시나트라는 1940년대부터 부드러운 크루닝 창법을 내세운 스탠더드 팝 음악을 구현했고, 20세기 미국 대중음악을 대표하는 아티스트 중 한 명으로 꼽힌다.
레코드 회사장을 비롯해 여러 기업가로서도 대성공한 예능계 거물인 프랭크 시나트라는 뉴저지주 호보켄에서 태어났다. 해리 제임스, 토미드시 악단의 가수를 거쳐 1942년경에 독립했을 때는 틴에이저의 선풍(旋風) 같은 갈채(喝采)받으면서 명성을 떨쳤다. 1944년경에는 한때 슬럼프에 빠졌으나 그 후 재기하여 1953년에 영화 《지상에서 영원으로》로 아카데미 남우 조연상을 받았다. 영화에서는 《황금의 팔》, 《탈주특급》, 《캉캉》, 《페페》, 《상류사회》를 위시한 50여 편에 출연하는 일변(一邊), 가수로도 활약였다. 레코드 회사도 컬럼비아와 캐피탈을 거쳐 1960년에는 리프리즈 회사를 설립하고 많은 히트 앨범을 발표하였다. 《프랭크 시나트라의 역사》, 《골든 스테이지》가 있다.
프랭크 시나트라는 1983년 미국 케네디 센터 주관 공연예술 평생 공로상을(Kennedy Center honoree), 1994년에 그래미 레전드상(Grammy Legend Award)을 받았다. 프랭크 사나트라가 가수로서 활동하였을 때 부른 가장 유명한 곡인 〈My Way〉는 프랑크 시나트라가 자신의 생을 회고하며 담담하게 받아들이는 내용인 명곡이다.

## 어린 시절

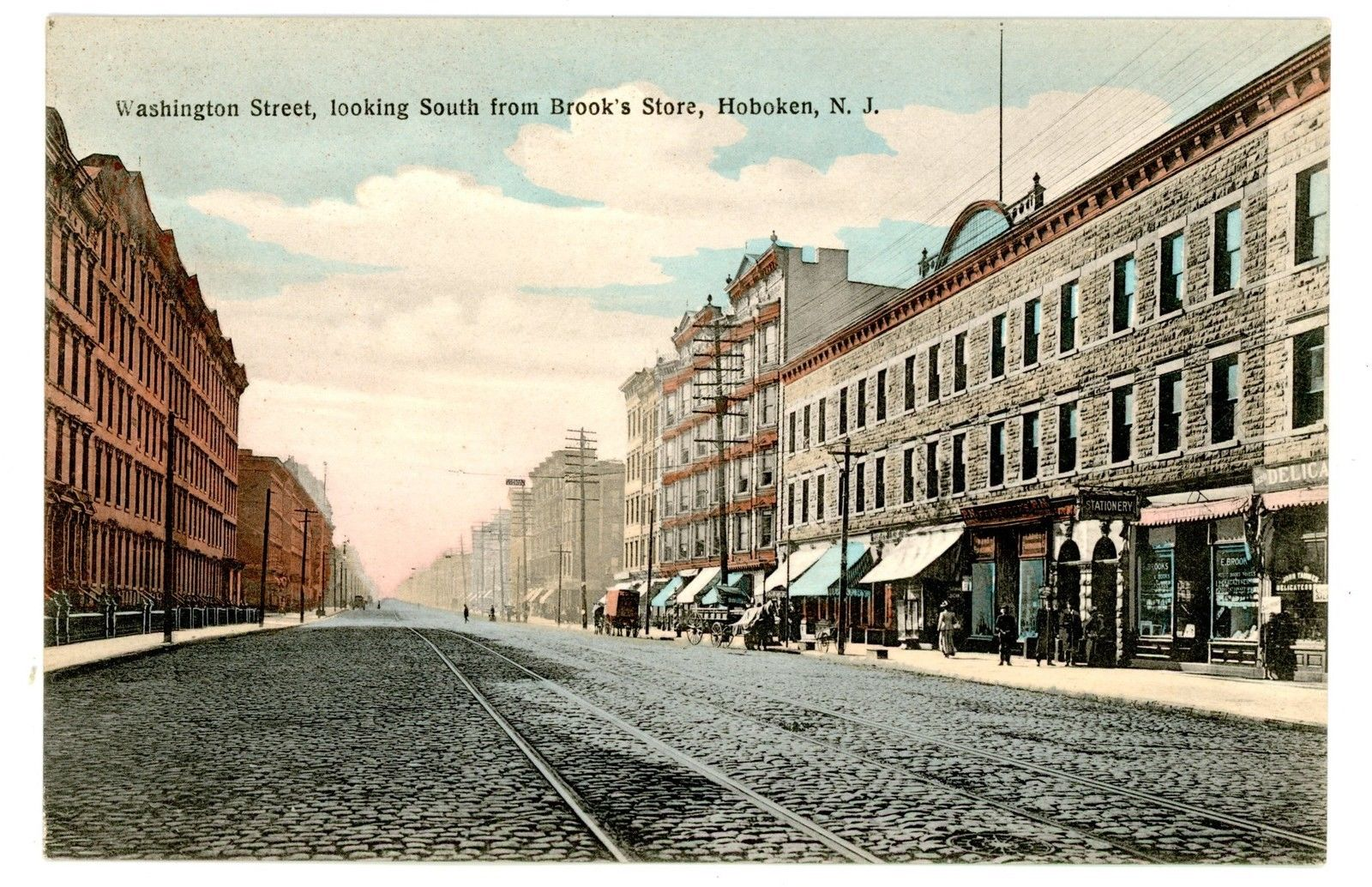
20세기 초의 뉴저지주 호보컨

1915년 12월 12일 뉴저지주 호보컨에서 이탈리아 이민자 출신인 가난한 부모 사이에서 태어났다. 호보켄은 작은 이탈리아라고 부를 수 있을 만큼 이탈리아 이민자들이 많이 살았다. 그의 부모는 술집을 운영했는데, 술이 필요하고 보호가 필요했던 그들은 금주법이 시행되던 당시 이탈리아계 조직 폭력배들과 결탁해 주류 밀매 활동을 했다. 시나트라는 부모의 술집에서 많은 시간을 보내며 자랐는데, 일찍부터 공격적이고 폭력적인 환경에 노출되어 있었던 셈이다.
그는 또래들보다 비교적 풍족하게 자랐지만, 학교에서는 항상 문제아였다. 어렸을 때부터 노래 부르는 재질이 뛰어나 고교 때는 교내 합창단을 조직하기도 했으나 이해할 수 없는 거친 행동을 일삼았고, 좀도둑질도 여러 차례 했다. 결국 고등학교 생활 1년이 얼마 지나지 않아 불미스럽게 학교를 중퇴하게 되었다. 후에는 신문을 나르는 트럭 운전사, 스포츠 기고가로 활약했다.
빙 크로즈비를 우상으로 삼았던 시나트라는 미국 대공황기인 1920년대 후반부터 가수가 되겠다고 결심하기 시작했다. 아버지인 마티 시나트라는 아들이 망상에 빠졌다고 크게 화를 내며 아들을 집에서 내쫓았다. 이에 뉴욕으로 가서 지낸 시나트라는 음악인들이 많이 모이는 52번가의 클럽들을 드나들면서 빌리 홀리데이, 베니 굿맨, 토미 도시, 에델 워터스 같은 이들로부터 음악적 자양분을 공급받았다. 훗날 그는 특히 빌리 홀리데이에 대해 이렇게 말하기도 했다.
| “ | 빌리 홀리데이는 과거나 지금이나 내게 유일하게 가장 큰 영향을 준 사람이다. 그녀가 부르는 깊이 있는 노래는 항상 감동을 주었다. 미묘한 감정 표현, 프레이징, 어두운 톤, 밝은 톤, 벤딩 노트는 바로 그녀에게서 배웠다. | ” |

## 음악 경력
그는 지방 신문의 스포츠 기자로 일하다가, 1935년 스리 플래시즈(Three Flashes)라는 지역 음악 그룹에 합류하면서 기회가 찾아왔다. 얼마 뒤 그룹 이름도 호보켄 포(Hoboken Four)로 바뀌었다. 시나트라는 이 그룹에서 가장 두드러진 존재였고, 순회공연을 하면서 준유명인으로 대우받았다. 그러나 그의 특별한 인기와 여자들과의 교제 때문에 동료들과 사이가 좋지 않았다. 결국 3개월 뒤 순회공연을 그만두고 집으로 돌아가고 말았다. 그러나 이때의 경험은 시나트라에게 평생의 야망이자 직업인 노래에 매달리게 된 계기가 되었다.

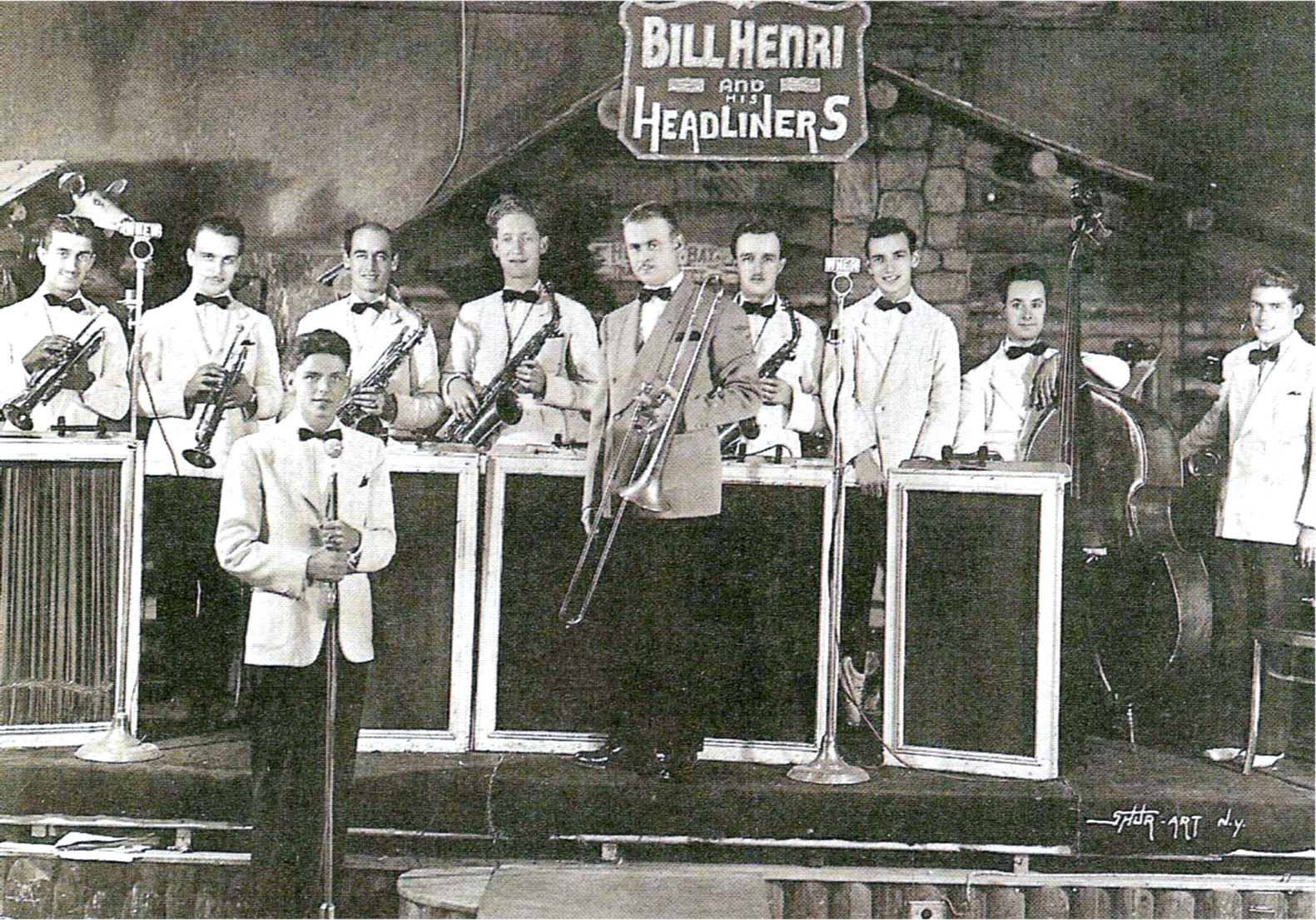
1938년 러스틱 캐빈 시절의 시나트라

두 번째 기회는 1939년 러스틱 캐빈이라는 업소에서 가수 겸 웨이터로 일할 때 찾아왔다. 트럼펫 연주자인 해리 제임스가 시나트라가 노래하는 것을 우연히 듣고 자신의 밴드에 합류하기를 제안했던 것이다. 제임스 밴드와 함께함으로써 시나트라는 대성공을 거두지는 못했어도 도약할 수 있는 계기는 마련했다.
세 번째 기회는 1940년 토미 도시 밴드와 함께함으로써 찾아왔다. 시나트라보다 열 살이 많았던 토미 도시는 뛰어난 트럼본 연주자이자 천부적 사업 능력을 겸비한 스타 제조기였다. 시나트라는 “토미는 노래에 대해 내가 아는 모든 것을 가르쳐 주었다”고 했다. 이때부터 시나트라는 미국 음악계 레이더에 서서히 잡히기 시작했으며, 추종자들도 나타났다. 당시 그가 불렀던 노래 중 〈I'll Never Smile Again〉은 12주 동안 인기 순위를 석권하며 인생의 전환점이 되어 주었다.

미국에서 가장 손꼽히는 밴드와 거의 3년을 보낸 시점에서 시나트라는 드디어 혼자가 되었다. 곧 행운이 찾아왔다. 브로드웨이에서 가장 손꼽히는 콘서트 홀이자 영화관인 파라마운트에서 공연을 할 수 있게 된 것이었다. 유례없는 여성 인파가 극장으로 모이기 시작했고, 결국 일주일 예정된 공연은 한 달, 두 달 연장되었다. 그가 무대에 입장해 노래를 부르기 시작하자 객석의 십대 소녀들은 목청이 터져나가도록 소리를 내질렀고 급기야 복도에서 졸도하기까지 했다. 물론 이때 졸도한 소녀들 가운데는 홍보 전략의 일환으로 돈을 주고 고용한 사람도 끼어 있었다는 보도가 이어져 ‘흠집’을 남겼지만 대부분의 여자들은 자발적으로 참여했다.

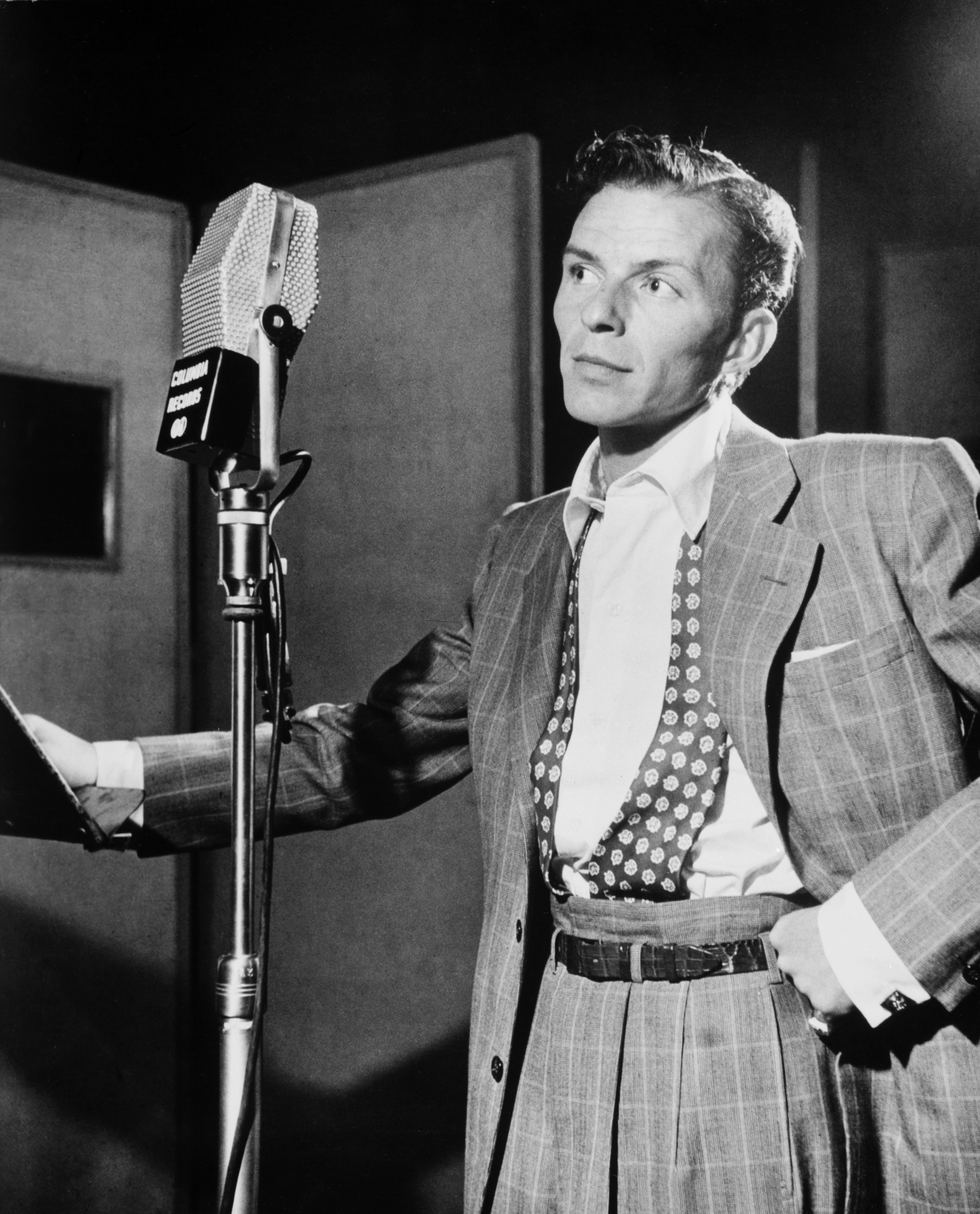
1947년의 시나트라

1942년 즈음 그의 입지는 미국인의 우상으로, 존경받는 솔로 아티스트로서 확립되어 있었다. 드디어 1944년에 그의 첫 음반이 컬럼비아 레코드에서 나왔다. 〈Saturday Night〉, 〈Embraceable You〉, 〈She's Funny That Way〉 등 열일곱 곡이 수록되었다. 그는 계속 성공나갔고, 함께 일하는 매니저도 늘어났다. 특히 작사가인 새미 칸과 작곡가인 줄 스타인은 이후 계속 히트곡을 만들면서 시나트라의 전성기를 이끌었다. 1944년 10월에 있었던 파라마운트 공연에서는 무려 2만 5천명의 청소년들이 거리를 막고 아우성치는 대소동이 일어나 십대 우상으로서의 그의 면모가 재확인되었다. 그래서 한때 시나트라는 ‘졸도 유발의 황제’ ‘수백만을 전율시키는 목소리’(나중에는 단축되어 ‘목소리’)라는 닉네임이 붙기도 했다.
편안하게 연예계를 주름잡고 있던 그는 50년대 중반 대중음악계에 록 음악이 침투하여 일대 위기를 맞았다. 그는 록큰롤이 팝계를 강타하고 젊은층을 장악하게 되면서 스탠다드 팝의 인기가 폭락하자, 즉각 위기관리자의 역할을 자처하여 록에 대한 비판의 선봉장으로 나섰다. 그는 1958년 의회의 연단에 등장, 록 음악의 폐해를 증언했다. 여기서 그는 록큰롤을 “가장 야수적이고 절망적이고 추하며 사악한 표현양식”이라고 성토했다. 비틀즈의 멤버 폴 매카트니는 당시 이렇게 말했다. "우리는 재미난 머리 모양을 한 꼭두각시였고 대중은 그런 모습을 좋아했다. 수많은 아버지들은 우리가 나오면 텔레비전을 껐다. 시나트라는 그런 아버지 중 하나였다." 하지만 록의 위용이 의외로 거세다고 판단, 곧 입장을 수정했고 1960년 TV 프로그램에서는 군복무를 마치고 귀향한 엘비스 프레슬리를 대대적으로 환영했다.
시나트라는 소속 레코드사인 캐피톨을 떠나 1961년 리프라이즈 레코드를 차려 사장 자리에 앉았으나 2년 뒤인 1963년 회사를 대기업인 워너브라더스에 팔아넘겼다. 1971년 은퇴를 공식 선언했지만 1973년 은퇴를 번복하고 활동을 재개했다. 1981년 당시 극단적 인종차별정책인 아파르트헤이트가 행해지던 남아프리카 공화국이 만든 초호화 휴양지인 선시티의 공연 개막식에 리자 미넬리와 함께 모습을 드러냈고 특별무대를 가졌다. 그는 9일간 여기에 출연하는 대가로 1백 60만 달러를 받았다는 의혹을 샀고, 거센 비난을 받았다. 1990년대에는 동료 및 후배 가수들과 만든 듀엣 앨범 《Duets》(1993년 미국 빌보드 앨범차트 2위)와 《Duets II》(1994년 미국 빌보드 앨범차트 9위)를 출시했다. 1998년 심장마비로 사망했다.

## 영화 경력

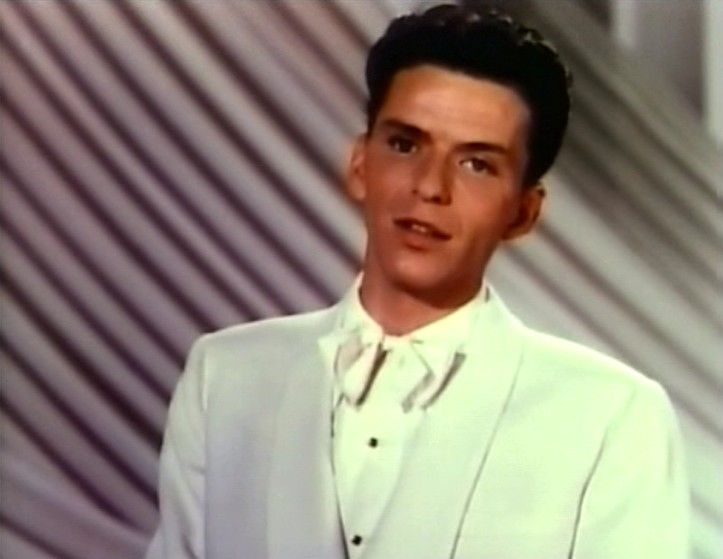
1946년 《구름이 걷힐 때까지》에 출연한 시나트라

나이트클럽과 라디오에서 수많은 공연을 하며 보낸 후 가수로서 시나트라가 누린 명성은 그가 쉽게 연기에 뛰어들 수 있게 해주었다. 처음에는 《닻을 올리고》(1945) 같은 뮤지컬 영화로 자연스럽게 시작했지만 《지상에서 영원으로》(1953)에서 희생되는 안젤로 마지오 사병 역할을 따내기 위해 열심히 로비를 했고 결국 그 역할로 아카데미 남우조연상을 수상하면서 중요한 성격 배우로 떠올랐다. 본능적인 감각을 지닌 연기자인 그는 영화 연기에 대한 접근 방식 때문에 '원 테이크 찰리'라는 별명으로 곧잘 불렸는데, 《아가씨와 건달들》(1955)과 《상류사회》(1956) 같은 유명한 뮤지컬뿐 아니라, 암살자로 등장한 《서든리》(1954)와 《만추리안 캔디데이트》(1962) 등 극적으로 훨씬 소화하기 힘든 역할에도 도전했다. 그는 영화 50여편 이상에 출연한 관록이 있다.
시나트라는 《오션스 일레븐》(1960)으로, '랫 팩' 친구들인 딘 마틴과 새미 데이비스 주니어, 피터 로포드, 조이 비숍과 함께 신나게 만들어 댄 일련의 영화의 포문을 열었다. 처음에 '랫 팩'을 창단했던 험프리 보가트는 시나트라에게 '위원장'이라는 별명을 붙여 주었고, 이 배우들 패거리가 스크린 밖에서 벌인 기행은 1958년부터 1963년까지 연예계 뉴스의 상당 부분을 차지했다. 1970년에 아카데미는 그에게 진 허숄트 박애상을 수여했다.

## 정치 활동
그는 사업운영에 있어서 간혹 정계와 손을 대기도 해 논란을 빚었으며 1972년에는 경마장의 부정거래 혐의로 조사를 받고 의회의 범죄색출위원회에 출두, 신문의 톱 뉴스를 장식하기도 했다. 이같은 스캔들은 80년대에도 간헐적으로 지속되었다. 그는 케네디 대통령 때부터 마피아와 밀월관계에 있었으며, 마피아를 등에 업고 연예활동을 해왔다는 것은 널리 알려져 있다. 1986년에는 시나트라와 마피아의 관계를 폭로한 그의 전기 《그의 길》(His Way)이 출간되어 화제를 모으기도 했다.
그는 정당과 관련하여 애초 40년대에는 보수적인 공화당보다는 개혁지향적인 민주당 쪽이었다. 당시 대통령 선거에서도 그는 진보파인 민주당후보 프랭클린 루즈벨트를 지지했으며 루즈벨트를 존경하는 뜻에서 그의 이름을 따 자기 아들의 이름을 프랭클린 웨인 시나트라로 짓기도 했다. 1947년에는 쿠바를 방문해 공산주의자라는 공격을 받기도 할 정도로 진보적 사고의 소유자였다. 그러나 그는 1974년 미국을 방문한 줄리오 안드레오티 이탈리아 수상을 환영하기 위해 공화당의 닉슨 대통령이 베푼 백악관의 만찬석상에 출연, 노래를 불렀다.

## 사생활
그의 개인사는 혜성 같은 연예계 경력만큼 흥미롭고 그의 노래들만큼 복잡했다. 프랭크 시나트라는 1939년 낸시 바바라와 첫 결혼을 했다. 두 사람 사이에는 세 아이가 있었으며 1951년 이혼했다. 시나트라의 딸 낸시 시나트라는 CBS 선데이 모닝에 출연해 아버지 프랭크 시나트라가 시간을 거꾸로 돌릴 수만 있다면 자신의 어머니 곁에 머물고 싶다고 말했다고 전했다. 1951년 당시 35세의 프랭크 시나트라는 29세의 에바 가드너와 결혼했고, 에바 가드너는 그의 두 번째 아내가 됐다. 시나트라는 6년간의 결혼생활 끝에 1957년 에바 가드너와도 이혼하고 이후 미아 패로우와 결혼하는 등 모두 4번 결혼했다.

### 범죄 연루

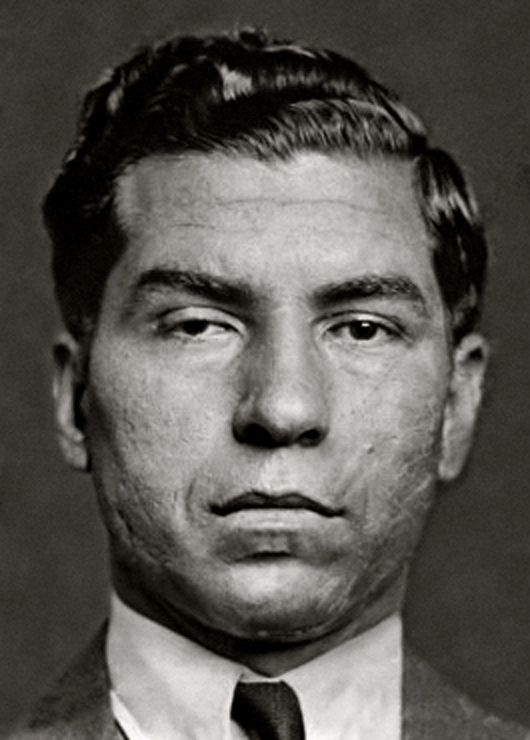
러키 루치아노

시나트라의 삶 주변에는 마피아와 관련된 루머들이 끊이지 않고 떠돌았다. 프랭크 시나트라는 이탈리아 이민자의 후손이었는데, 그의 할아버지가 태어나 살던 시칠리는 마이어 랜스키, 더치 슐츠, 러키 루치아노, 벅시 시걸 같은 마피아들의 고향이기도 했다. 게다가 그가 어릴 때 살던 뉴저지 호보켄은 마피아들이 득실대던 곳이었고, 그의 아버지 마티 시나트라는 마피아들로부터 불법 주류를 사들여 영업을 했기 때문에 마피아들이 자주 들락거렸다. 프랭크 시나트라의 외삼촌들인 도미니크와 로렌스는 범죄에 연루되기도 했다.
결정적으로 시나트라는 쿠바의 아바나에서 열렸던 마피아들의 회합 때 루치아노와 같은 갱 두목들을 만난 것으로 알려져 1950년 12월 미국 상원 위원회의 마피아 사건 조사 때 관련 진술을 요청받기도 했다. 진술 청취는 그의 유명세 때문에 사람들의 눈에 띄지 않는 법조인 사무실에서 새벽에 이뤄졌는데 그때 시나트라는 줄담배를 피우며 긴장이 역력한 표정으로 마피아들과 우연히 만났을 뿐이며 가벼운 인사 정도만 나눴다고 답했다고 전해진다.

## 음반 목록
스튜디오 음반
- The Voice of Frank Sinatra (1946)
- Songs by Sinatra (1947)
- Christmas Songs by Sinatra (1948)
- Frankly Sentimental (1949)
- Dedicated to You (1950)
- Sing and Dance with Frank Sinatra (1950)
- Songs for Young Lovers (1954)
- Swing Easy! (1954)
- In the Wee Small Hours (1955)
- Songs for Swingin' Lovers! (1956)
- Close to You (1957)
- A Swingin' Affair! (1957)
- Where Are You? (1957)
- A Jolly Christmas from Frank Sinatra (1957)
- Come Fly with Me (1958)
- Frank Sinatra Sings for Only the Lonely (1958)
- Come Dance with Me! (1959)
- No One Cares (1959)
- Nice 'n' Easy (1960)
- Sinatra's Swingin' Session!!! (1961)
- Ring-a-Ding-Ding! (1961)
- Come Swing with Me! (1961)
- Swing Along With Me (1961)
- I Remember Tommy (1961)
- Sinatra and Strings (1962)
- Point of No Return (1962)
- Sinatra and Swingin' Brass (1962)
- All Alone (1962)
- Sinatra Sings Great Songs from Great Britain (1962)
- Sinatra–Basie: An Historic Musical First (with Count Basie) (1962)
- The Concert Sinatra (1963)
- Sinatra's Sinatra (1963)
- Sinatra Sings Days of Wine and Roses, Moon River, and Other Academy Award Winners (1964)
- America, I Hear You Singing (with Bing Crosby and Fred Waring) (1964)
- It Might as Well Be Swing (with Count Basie) (1964)
- 12 Songs of Christmas (with Bing Crosby and Fred Waring) (1964)
- Softly, as I Leave You (1964)
- September of My Years (1965)
- My Kind of Broadway (1965)
- A Man and His Music (1965)
- Moonlight Sinatra (1966)
- Strangers in the Night (1966)
- That's Life (1966)
- Francis Albert Sinatra & Antonio Carlos Jobim (with Antonio Carlos Jobim) (1967)
- The World We Knew (1967)
- Francis A. & Edward K. (with Duke Ellington) (1968)
- The Sinatra Family Wish You a Merry Christmas (with Frank Sinatra Jr., Nancy Sinatra, and Tina Sinatra) (1968)
- Cycles (1968)
- My Way (1969)
- A Man Alone (1969)
- Watertown (1970)
- Sinatra & Company (with Antonio Carlos Jobim) (1971)
- Ol' Blue Eyes Is Back (1973)
- Some Nice Things I've Missed (1974)
- Trilogy: Past Present Future (1980)
- She Shot Me Down (1981)
- L.A. Is My Lady (1984)
- Duets (1993)
- Duets II (1994)

## 출연 작품
- LA 컨피덴셜 (1997)
- 진 켈리, 춤을 해부하다 (2002) - 본인
- 마이 뮤직: 더 빅 밴드 이어스 (2009) - 본인

## 같이 보기
- 낸시 시나트라(딸)
- 《His Way, Our Way》 (헌정 음반)